# 蔡大寶
蔡大寶（？—564年），字敬位，濟陽考城人，南梁及後梁政治人物。
蔡大寶的祖父蔡履是南齊尚書祠部郎；父親蔡點則是南梁尚書儀曹郎和南兗州別駕，弟弟蔡大業。蔡大寶自小就是孤兒，但勤力學習，明經對策考獲第一名而擔任武陵王國左常侍。他曾給僕射徐勉寫信，徐勉大为讚賞，命令蔡大宝和他的兒子们来往，並讓他閱讀徐家所有典籍，於是蔡大寶博覽羣書，無所不曉。
岳陽王蕭詧（後來的後梁宣帝）出第，徐勉推薦蔡大寶擔任侍讀，兼為掌記室，不久改任尚書儀曹郎。蕭詧出鎮會稽時，他成為記室，管理長流，至蕭詧到達襄陽，他遷任諮議參軍。之後湘東王蕭繹（後來的梁元帝）和河東王蕭譽不和，蕭詧令蔡大寶到江陵觀察；梁元帝早聽說蔡大寶的名聲，見到他十分高興，於是展出自己的作品《玄覽賦》給他作註。三日後蔡大寶註解完畢，梁元帝非常嘆賞，送贈豐厚賞賜。
他回到岳陽，對蕭詧說：「湘東王有異心，將會有禍亂，千萬不要援助臺城。」蕭詧接納。太清三年（549年），蕭詧派遣蔡大寶出使西魏求為附庸，次年（550年）蕭詧降西魏受封梁王，蔡大寶除授中書侍郎、兼吏部、領襄陽太守，後遷任員外散騎常侍、吏部郎，再轉任吏部尚書，軍國事務都交給他處理。其後蕭詧加授他大將軍、遷任尚書僕射、進號輔國將軍，亦給他使持節、宣惠將軍、雍州刺史。
蕭詧稱帝建立後梁，徵任蔡大寶為侍中、尚書令、參掌選事，又加號雲麾將軍，授荊州刺史；之後進柱國、軍師將軍，領太子少傅，轉安前將軍，封安豐縣侯，食邑一千戶。他跟從太子蕭巋入朝北周時領任太子少傅；到蕭巋嗣位為梁明帝，冊授蔡大寶司空、中書監、中權大將軍，領吏部尚書，他辭讓司空職務，梁明帝批准。天保三年（564年），蔡大寶去世，梁明帝放聲痛哭，死後到下葬三次拜祭，贈官司徒，追封安豐縣公，諡號文凱，配享梁宣帝廟。
蔡大寶個性嚴謹，有智謀，平素通曉政事，文詞贍速。蕭詧的章表、書記、教、令、詔都由他負責。蕭詧以诚相待蔡大寶，聽他出谋划策；當時的人都說蕭詧有蔡大寶猶如劉備有諸葛亮一樣。他編寫文集三十卷，與《尚書義疏》一同流傳，有子蔡延壽。
　　

## 引用
1. 1 2  《周書·卷48·列傳第四十》：蔡大寶字敬位，濟陽考城人。祖履，齊尚書祠部郎。父點，梁尚書儀曹郎、南兗州別駕。
2. ↑  《周書·卷48·列傳第四十》：大寶弟大業。
3. ↑  《周書·卷48·列傳第四十》：大寶少孤，而篤學不倦，善屬文。初以明經對策第一，解褐武陵王國左常侍。嘗以書干僕射徐勉，大為勉所賞異。乃令與其子遊處，所有墳籍，盡以給之。遂博覽羣書，學無不綜。
4. ↑  《周書·卷48·列傳第四十》：詧初出第，勉仍薦大寶為侍讀，兼掌記室。尋除尚書儀曹郎。出鎮會稽，大寶為記室，領長流。詧蒞襄陽，遷諮議參軍。
5. ↑  《周書·卷48·列傳第四十》：及梁元帝與河東王譽結隙，詧令大寶使江陵以觀之。梁元帝素知大寶，見之甚悅。乃示所制《玄覽賦》，令注解焉。三日而畢。元帝大嗟賞之，贈遺甚厚。
6. ↑  《周書·卷48·列傳第四十》：大寶還白詧云：「湘東必有異圖，禍亂將作，不可下援臺城。」詧納之。
7. ↑  《北史·卷93·列傳第八十一》：詧恐不能自固，乃遣蔡大寶求附庸於西魏。時西魏大統十五年也。
8. ↑  《周書·卷48·列傳第四十》：及為梁主，除中書侍郎，兼吏部，掌大選事，領襄陽太守，遷員外散騎常侍、吏部郎，俄轉吏部尚書。軍國之事，咸委決焉。加授大將軍，遷尚書僕射，進號輔國將軍。又除使持節、宣惠將軍、雍州刺史。
9. ↑  《周書·卷48·列傳第四十》：詧於江陵稱帝，徵為侍中、尚書令，參掌選事，又加雲麾將軍，荊州刺史。進位柱國、軍師將軍，領太子少傅，轉安前將軍，封安豐縣侯，邑一千戶。從巋入朝，領太子少傅。巋嗣位，冊授司空、中書監、中權大將軍，領吏部尚書。固讓司空，許之。加特進。巋之三年，卒。巋哭之慟，自卒及葬，三臨其喪。贈司徒，進爵為公。諡曰文凱。配食詧廟。
10. ↑  《周書·卷48·列傳第四十》：大寶性嚴整，有智謀，雅達政事，文詞贍速。詧之章表書記教令詔冊，並大寶專掌之。詧推心委任，以為謀主。時人以詧之有大寶猶劉先主之有孔明焉。
11. ↑  《周書·卷48·列傳第四十》：所著文集三十卷，及《尚書義疏》竝行於世。有四子。次子延壽……